# NGC 3621
NGC 3621 é uma galáxia espiral barrada (SBcd) localizada na direcção da constelação de Hydra. Possui uma declinação de -32° 48' 40" e uma ascensão recta de 11 horas, 18 minutos e 15,8 segundos.
A galáxia NGC 3621 foi descoberta em 17 de Fevereiro de 1790 por William Herschel.